# L'Amant paresseux
Pour plus de détails, voir Fiche technique et Distribution.
L'Amant paresseux (Il morbidone) est une comédie franco-italienne réalisée et scénarisée par Massimo Franciosa et sortie en 1965.

## Synopsis
La veille de leur mariage, Laura quitte brutalement Giovanni. Giovanni avait pourtant eu avec elle un engagement important, et qu'il ne retrouvera pas de sitôt. Il avait auparavant eu une autre longue liaison avec Irène, qui avait ensuite épousé l'architecte Ettore ; Irène trompe heureusement encore son mari parfois avec lui. Homme paresseux et indolent, charmant et plein d'imagination, Giovanni a évité le service militaire et toute forme de travail, se laissant gâter et choyer par Antonia, sa vieille gouvernante.
Ses parents, après deux tentatives infructueuses, voudraient qu'il s'installe quelque part et devienne autonome. Mais Giovanni préfère fréquenter son oncle Marco, propriétaire d'une entreprise alimentaire. Giovanni fait la rencontre de Daniela, la secrétaire blonde de son oncle.
Le père de Giovanni décide de diviser l'appartement en deux et d'en louer une partie à Valeria, qui en fait une maison de couture. Bientôt, cette dernière est également séduite par Giovanni, qui a cette fois une réaction différente : il commence à travailler dans l'entreprise en essayant de s'engager dans un rythme de plus en plus effréné. Pendant ce temps, Antonia se montre fatiguée par toutes ces agitations et elle décide d'aller en maison de retraite. Lorsque Giovanni apprend que son oncle est mort d'une crise cardiaque, il hérite de la direction de l'entreprise mais, à nouveau stressé, il se fait admettre dans une clinique pour un traitement du sommeil.
Valeria part pour Paris avec la ferme intention d'y présenter une importante collection lors d'un défilé de mode. Mais une fois à l'aéroport, elle est arrêtée au comptoir d'enregistrement et informée que le défilé a été annulé pour cause de fraude : les commandes sont rejetées et la maison de couture fait faillite. Giovanni démissionne de la direction de l'entreprise. Antonia s'échappe alors de la maison de retraite et revient loger avec deux de ses amis âgés dans l'appartement où il y a de nouveau de la place. Ils dorment tous dans une seule pièce sur un lit superposé à trois niveaux. Giovanni peut ainsi continuer à voir Irène pendant que son mari est au travail.

## Fiche technique
- Titre français : L'Amant paresseux[1]
- Titre original italien : Il morbidone[2]
- Réalisateur : Massimo Franciosa
- Scénario : Massimo Franciosa, Iaia Fiastri, Leo Pescarolo (it)
- Photographie : Gianni Di Venanzo, Giuseppe Aquari (it)
- Montage : Jolanda Benvenuti (it)
- Musique : Piero Umiliani
- Costumes : Vera Pescarolo
- Production : Robert Chabert, Mario Chabert, Leo Pescarolo
- Société de production : Clodio Cinematografica (Rome), France Cinema Production (Paris)
- Pays de production :  Italie -  France
- Langue de tournage : Italien
- Format : Noir et blanc - Son mono - 35 mm
- Durée : 98 minutes
- Genre : Comédie
- Dates de sortie :
  - Italie : 1er octobre 1965
  - France : 25 février 1966[1]

## Distribution
- Paolo Ferrari : Giovanni Zenobi
- Anouk Aimée : Valeria
- Sylva Koscina : Irene
- Beba Loncar : Laura
- Margaret Lee : Daniela, la secrétaire
- Guido Alberti : Marco, l'oncle de Giovanni
- Ferruccio De Ceresa (it) : Ettore, le mari d'Irène
- Loredana Nusciak : Donata Zenobi, la sœur de Giovanni
- Gina Rovere : Sœur Gertrude, l'infirmière.
- Jacques Herlin : Marcello
- Tatiana Pavlova (ru) : Antonia, la gouvernante
- Giuliana Lojodice : Paola
- Vera Vergani (it) : la mère de Giovanni.
- Mario Conocchia (it) : le père de Giovanni.
- Luigi Ballista : Enrico, le médecin
- Jean-Claude Brialy : Francesco, l'ami de Valeria
- Anna Maria Bottini : la directrice de la maison de repos
- Renato Terra : le veilleur de nuit
- Luigi Leoni (it) : le séminariste
- John Stacy (it) : l'employé de l'aéroport.
- Giulio Questi : l'invité à la fête de Valeria
- Giuliano Montaldo : l'invité à la fête de Valeria.
- Moa Tahi : la fille orientale.
- Grazia Martino : l'amie à lunettes d'Irène
- Sandra Moizzi : une autre amie d'Irène.
- Sara Ridolfi : l'amie d'Antonia avec des lunettes.
- Sara Simoni : une autre amie d'Antonia.
- Sofia Lusy : la femme habillée en deuil.